# Yogi Huyghebaert
Pour les articles homonymes, voir Huyghebaert.
Delwood Frederick "Yogi" Huyghebaert  (27 mai 1944-2 août 2018) est un homme politique provincial canadien de la Saskatchewan. À titre de député du Parti saskatchewanais, il représente la circonscription de Wood River à l'Assemblée législative de la Saskatchewan de 2000 à 2016,

## Biographie
Né à Lafleche dans le sud de la Saskatchewan, Huyghebaert sert comme pilote de chasse dans les Forces canadiennes. Son fait d'arme le plus remarquable est à titre de commander de l’Escadron 431 des Snowbirds. Il reçoit l'Ordre du mérite militaire en 1986.
En 1997, il se présente pour obtenir la chefferie du nouveau Parti saskatchewanais, mais termine troisième derrière Elwin Hermanson et Rod Gantefoer. Précédemment, il s'était porté candidat progressiste-conservateur sans succès dans Wood River en 1995, mais est défait par le libéral Glen McPherson. Il est à nouveau défait par McPherson en 1999 cette fois pour le Parti saskatchewanais.
Ce résultat est cependant invalidé en cour et une élection partielle est déclenchée en 2000 que Huyghebaert remporte. Réélu en 2003, 2007 et en 2011, il ne se représente pas en 2016.
Il fait son entrée au cabinet en mai 2009 à titre de ministre de la Sécurité publique dans le gouvernement de Brad Wall.